# براندون ماكنولتي
براندون ماكنولتي (بالإنجليزية: Brandon McNulty)‏ (و. 1998  م) هو راكب دراجة هوائية أمريكي، ولد في فينيكس، أريزونا.

## سباقات أو مراحل فاز بها
| التاريخ        | السباق                                                                      | المركز                                                                   |
| -------------- | --------------------------------------------------------------------------- | ------------------------------------------------------------------------ |
| 01 يناير 2015  | بطولة العالم لسباق الدراجات على الطريق 2015 – سباق الطريق ضد الساعة للشبان  |                                                                          |
| 11 أكتوبر 2016 | سباق الطريق ضد الساعة للشبان في بطولة العالم 2016                           | الفائز في التصنيف العام                                                  |
| 01 يناير 2017  | 2017 North Star Grand Prix                                                  |                                                                          |
| 30 يوليو 2017  | 2017 Tour Alsace                                                            |                                                                          |
| 18 سبتمبر 2017 | سباق الزمن تحت 23 سنة في بطولة العالم 2017                                  | الثاني في التصنيف العام                                                  |
| 10 فبراير 2018 | طواف دبي 2018                                                               | السادس في تصنيف أفضل شاب                                                 |
| 31 مارس 2018   | جائزة ميغيل إندوراين 2018                                                   | المرتبة 15 في التصنيف العام                                              |
| 15 أبريل 2018  | 2018 Volta Internacional Cova da Beira                                      | الثاني في تصنيف أفضل شاب، الخامس في التصنيف العام                        |
| 19 مايو 2018   | طواف كاليفورنيا 2018                                                        | الرابع في تصنيف أفضل شاب، السابع في التصنيف العام                        |
| 13 يوليو 2018  | 2018 Chrono Kristin Armstrong                                               |                                                                          |
| 05 أغسطس 2018  | 2018 Tour Alsace                                                            |                                                                          |
| 06 أبريل 2019  | جيرو دي سيسيليا 2019                                                        | الفائز في التصنيف العام                                                  |
| 12 يوليو 2019  | 2019 Chrono Kristin Armstrong                                               |                                                                          |
| 26 يناير 2022  | تروفيو كالفيا 2022                                                          | الفائز في التصنيف العام                                                  |
| 26 فبراير 2022 | كلاسيك فاون ارديش 2022                                                      | الفائز في التصنيف العام                                                  |
| 08 أبريل 2023  | طواف إقليم الباسك 2023                                                      | الأول في تصنيف أفضل شاب، السابع في التصنيف العام، السابع في تصنيف النقاط |
| 22 يونيو 2023  | سباق الزمن على الطريق للرجال في بطولة الولايات المتحدة على الطريق 2023      | الفائز في التصنيف العام                                                  |
| 01 يناير 2024  | طواف أمريكا للدراجات 2024                                                   |                                                                          |
| 04 فبراير 2024 | فولتا لا كومونيتات فالنسيانا 2024                                           | الفائز في التصنيف العام                                                  |
| 30 مارس 2024   | جائزة ميغيل إندوراين 2024                                                   | الفائز في التصنيف العام                                                  |
| 15 مايو 2024   | 2024 United States of America National Road Cycling Championships - Men ITT | الفائز في التصنيف العام                                                  |
| 19 مايو 2024   | 2024 United States of America National Road Cycling Championships - Men RR  |                                                                          |
| 06 أكتوبر 2024 | طواف كرواتيا 2024                                                           | الفائز في التصنيف العام                                                  |

## روابط خارجية
- براندون ماكنولتي على موقع الاتحاد الدولي للدراجات (الإنجليزية)
- براندون ماكنولتي على موقع أرشيف الدراجات (الإنجليزية)
- براندون ماكنولتي على موقع إحصائيات الدراجات الإحترافية (الإنجليزية)
- براندون ماكنولتي على موقع نسبة الدراجات (الإنجليزية)
- براندون ماكنولتي على موقع CycleBase (الإنجليزية)
- براندون ماكنولتي على موقع أوليمبيديا (الإنجليزية)
- براندون ماكنولتي على موقع اللجنة الأولمبية والبارالمبية الأمريكية (الإنجليزية)